# Wikipedia in cinese
La Wikipedia in cinese (中文維基百科) è l'edizione di wikipedia in lingua cinese moderna.

## Statistiche
La wikipedia in cinese ha 1 468 928 voci, 7 974 004 pagine, 3 686 536 utenti registrati di cui 7 139 attivi, 64 amministratori e una "profondità" (depth) di 212 (al 21 marzo 2025).
È la 12ª wikipedia per numero di voci e, come "profondità", è la decima fra quelle con più di 100.000 voci (al 14 ottobre 2024).

## Cronologia
- 14 maggio 2004 — supera le 10.000 voci
- 13 dicembre 2005 — supera le 50.000 voci
- 12 novembre 2006 — supera le 100.000 voci
- 22 ottobre 2007 — supera le 150.000 voci ed è la 12ª wikipedia per numero di voci
- 31 luglio 2008 — supera le 200.000 voci ed è la 12ª wikipedia per numero di voci
- 28 marzo 2010 — supera le 300.000 voci ed è la 12ª wikipedia per numero di voci
- 8 febbraio 2012 — supera le 400.000 voci ed è la 12ª wikipedia per numero di voci
- 14 luglio 2012 — supera le 500.000 voci ed è l'11ª wikipedia per numero di voci
- 2 novembre 2012 — supera le 600.000 voci ed è l'11ª wikipedia per numero di voci
- 13 giugno 2013 — supera le 700.000 voci ed è la 13ª wikipedia per numero di voci
- 12 dicembre 2014 — supera le 800.000 voci ed è la 15ª wikipedia per numero di voci
- 10 settembre 2016 — supera le 900.000 voci ed è la 15ª wikipedia per numero di voci
- 13 aprile 2018 — supera 1.000.000 voci ed è la 14ª wikipedia per numero di voci